# اولشانووو
اولشانووو (به لهستانی:  Olszanowo) یک روستا در لهستان است که در گمینا ژچنگتسا واقع شده‌است. اولشانووو ۱۲۹ نفر جمعیت دارد.